# Ghiyâs ud-Dîn II Tughlûq
Ghiyâs ud-Dîn II Tughlûq est brièvement sultan de Delhi de la dynastie des Tughlûq de septembre 1388 à février 1389. Il succède à son grand-père Fîrûz Shâh Tughlûq à sa mort le 18 septembre 1388. Le 20 février 1389, victime d’une conspiration il est assassiné avec son vizir, et remplacé par son cousin Abu Baqr.

## Sources
- The Delhi Sultanate, de Peter Jackson